# 中国民主促进会陕西省委员会
中国民主促进会陕西省委员会，简称民进陕西省委、陕西民进，是中国民主促进会在陕西省的地方组织。